# Monture TX
 (février 2023).
La mise en forme du texte ne suit pas les recommandations de Wikipédia : il faut le « wikifier ».
Les points d'amélioration suivants sont les cas les plus fréquents. Le détail des points à revoir est peut-être précisé sur la page de discussion.
- Les titres sont pré-formatés par le logiciel. Ils ne sont ni en capitales, ni en gras.
- Le texte ne doit pas être écrit en capitales (les noms de famille non plus), ni en gras, ni en italique, ni en « petit »…
- Le gras n'est utilisé que pour surligner le titre de l'article dans l'introduction, une seule fois.
- L'italique est rarement utilisé : mots en langue étrangère, titres d'œuvres, noms de bateaux, etc.
- Les citations ne sont pas en italique mais en corps de texte normal. Elles sont entourées par des guillemets français : « et ».
- Les listes à puces sont à éviter, des paragraphes rédigés étant largement préférés. Les tableaux sont à réserver à la présentation de données structurées (résultats, etc.).
- Les appels de note de bas de page (petits chiffres en exposant, introduits par l'outil «  Source ») sont à placer entre la fin de phrase et le point final[comme ça].
- Les liens internes (vers d'autres articles de Wikipédia) sont à choisir avec parcimonie. Créez des liens vers des articles approfondissant le sujet. Les termes génériques sans rapport avec le sujet sont à éviter, ainsi que les répétitions de liens vers un même terme.
- Les liens externes sont à placer uniquement dans une section « Liens externes », à la fin de l'article. Ces liens sont à choisir avec parcimonie suivant les règles définies. Si un lien sert de source à l'article, son insertion dans le texte est à faire par les notes de bas de page.
- La présentation des références doit suivre les conventions bibliographiques. Il est recommandé d'utiliser les modèles {{Ouvrage}}, {{Chapitre}}, {{Article}}, {{Lien web}} et/ou {{Bibliographie}}. Le mode d'édition visuel peut mettre en forme automatiquement les références.
- Insérer une infobox (cadre d'informations à droite) n'est pas obligatoire pour parachever la mise en page.

Pour une aide détaillée, merci de consulter Aide:Wikification.
Si vous pensez que ces points ont été résolus, vous pouvez retirer ce bandeau et améliorer la mise en forme d'un autre article.
 (février 2023).
Si vous disposez d'ouvrages ou d'articles de référence ou si vous connaissez des sites web de qualité traitant du thème abordé ici, merci de compléter l'article en donnant les références utiles à sa vérifiabilité et en les liant à la section « Notes et références ».

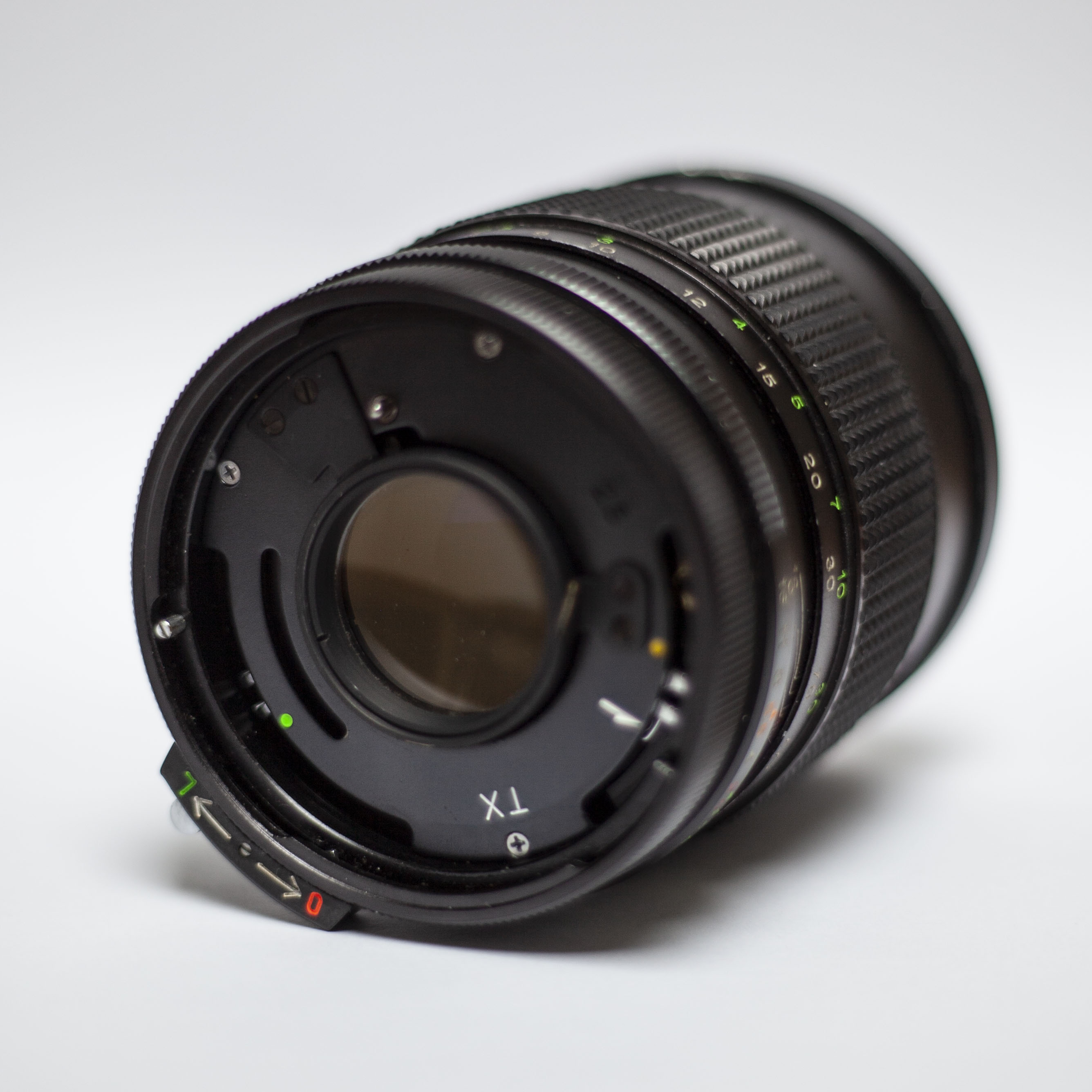
objectif 135mm f2.5 de monture Vivitar TX

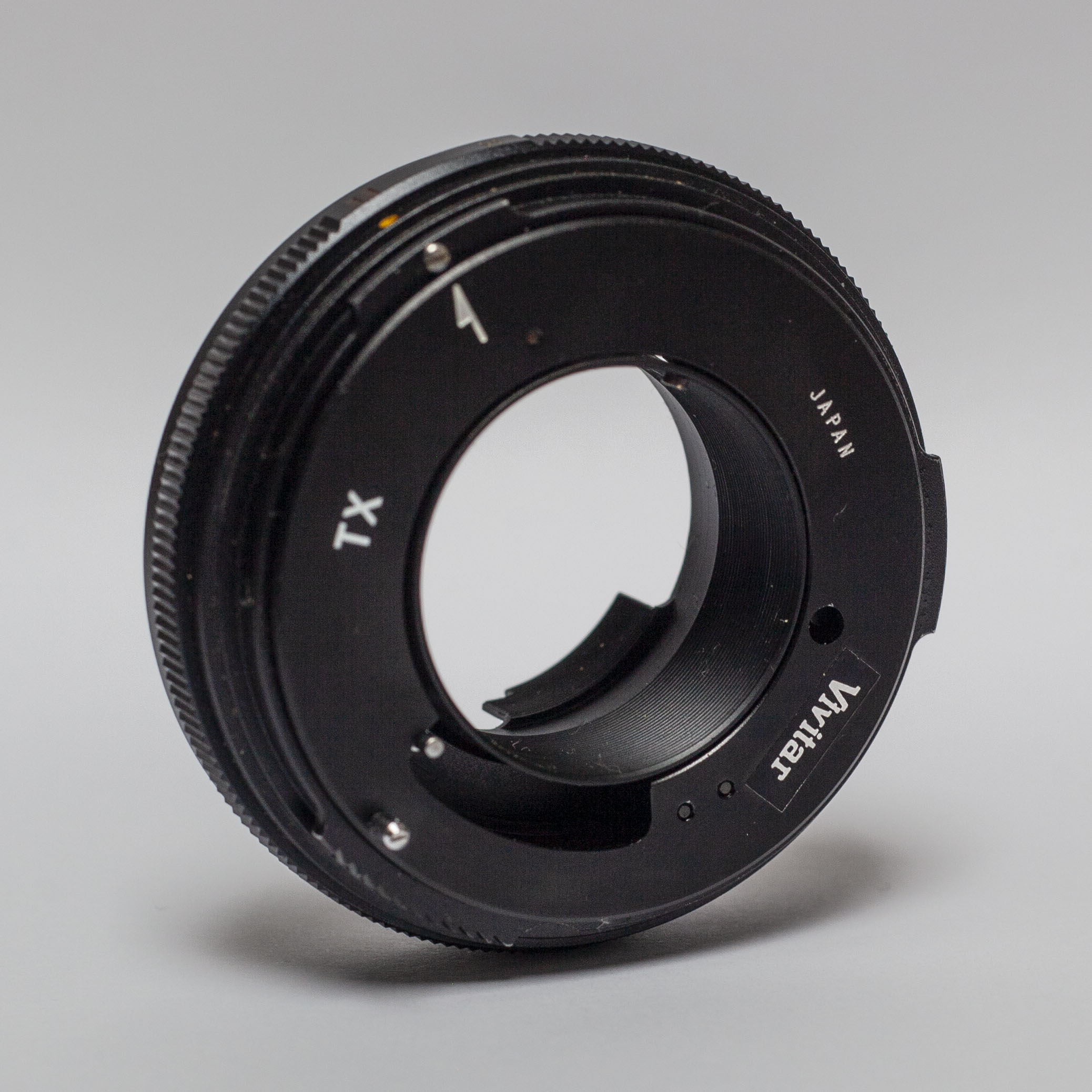
Bague d'adaptation permettant de fixer un objectif de monture TX à un boitier Konica autoreflex

La monture Vivitar TX est une monture d'objectifs à baïonnette commercialisée par Vivitar et fabriquée par Tokina à partir de 1976.
Il s’agit d’une version révisée de la monture T4 apportant des fonctionnalités supplémentaires nécessaires pour certains boitiers plus récents. En effet un objectif de monture TX peut être fixé à un boîtier de monture T4, néanmoins l’inverse est impossible,.
Les montures T4 et TX succèdent aux montures T et T2 de Tamron qui étaient des montures filetées à diaphragme manuel, contrairement à la monture TX qui est à baïonnette et avec transmission de diaphragme vers le boîtier, ce qui permet un contrôle automatique de celui-ci.
Le principe de la monture TX est similaire à la monture adaptall-2 de Tamron, avoir un objectif universel utilisable sur n’importe quel boîtier grâce à différentes bagues d’adaptation. 

La distance de tirage mécanique de la monture TX est de 56.25mm.

## Bagues d'adaptation TX
Il existe d'origine 10 bagues d’adaptation Vivitar permettant de connecter les objectifs TX à différentes montures :
- Canon FD et FL,
- Minolta SR et XK,
- Nikon F et EL,
- Olympus CM,
- Monture universelle filetée Vivitar,
- Mamiya/Sekor SX,
- Konica autoreflex,
- Fujica ST,
- Pentax K et M,
- Pentax EF et F[6].

## Dimensions
- diamètre interne : 54 mm
- diamètre du collier : 60 mm

## Liste des objectifs à monture TX[6]
- 24mm f/2.8
- 28mm f/2.5
- 35mm f/2.5
- 135mm f/2.5
- 200mm f/3.5
- 300mm f/5.6
- 400mm f/5.6
- 35-105mm f/3.5
- 90-230mm f/4.5
- 100-300mm f/5.0